# Botola 1 2006-2007
La Botola 1 2006-2007 è stata la 51ª edizione della Botola 1, la prima divisione del campionato marocchino di calcio. È stato disputato dal settembre 2006 al giugno 2007 con la formula del doppio girone all'italiana tra 16 squadre, e si è concluso con la vittoria dell'Olympique de Khouribga, al suo primo titolo.